# Saneczkarstwo na Zimowych Igrzyskach Olimpijskich 1968 – dwójki mężczyzn
Dwójki mężczyzn – jedna z konkurencji saneczkarstwa rozgrywana podczas Zimowych Igrzyskach Olimpijskich w Grenoble.
Mistrzami olimpijskimi zostali reprezentanci Niemieckiej Republiki Demokratycznej Klaus Bonsack i Thomas Köhler. Köhler został pierwszym zawodnikiem, który zdobył złoto zarówno w jedynkach (w 1964) jak i w dwójkach. Srebro wywalczyli Austriacy Manfred Schmid i Ewald Walch, a na najniższym stopniu podium stanęli Wolfgang Winkler i  Fritz Nachmann z Niemiec Zachodnich.

## Terminarz
| Data      | Konkurencja |
| --------- | ----------- |
| 18 lutego | 1. ślizg    |
| 18 lutego | 2. ślizg    |

## Wyniki
| Poz. | Zawodnicy                       | Reprezentacja     | 1. ślizg | 1. ślizg | 2. ślizg | 2. ślizg | Suma    | Strata |
| Poz. | Zawodnicy                       | Reprezentacja     | Czas     | Poz.     | Czas     | Poz.     | Suma    | Strata |
| ---- | ------------------------------- | ----------------- | -------- | -------- | -------- | -------- | ------- | ------ |
| 1.   | Klaus Bonsack Thomas Köhler     | NRD               | 47,88    | 1.       | 47,97    | 1.       | 1:35,85 | -      |
| 2.   | Manfred Schmid Ewald Walch      | Austria           | 48,16    | 2.       | 48,18    | 2.       | 1:36,34 | +0,49  |
| 3.   | Wolfgang Winkler Fritz Nachmann | RFN               | 48,58    | 3.       | 48,71    | 3.       | 1:37,29 | +1,44  |
| 4.   | Hans Plenk Bernhard Aschauer    | RFN               | 48,70    | 4.       | 48,91    | 5.       | 1:37,61 | +1,76  |
| 5.   | Horst Hörnlein Reinhard Bredow  | NRD               | 48,80    | 5.       | 49,01    | 6.       | 1:37,81 | +1,96  |
| 6.   | Zbigniew Gawior Ryszard Gawior  | Polska            | 49,01    | 7.       | 48,84    | 4.       | 1:37,85 | +2,00  |
| 7.   | Josef Feistmantl Wilhelm Biechl | Austria           | 48,81    | 6.       | 49,30    | 10.      | 1:38,11 | +2,26  |
| 8.   | Giovanni Graber Enrico Graber   | Włochy            | 49,01    | 7.       | 49,14    | 8.       | 1:38,15 | +2,30  |
| 9.   | Lucjan Kudzia Stanisław Paczka  | Polska            | 49,09    | 9.       | 49,08    | 7.       | 1:38,17 | +2,32  |
| 10.  | Ernesto Mair Sigisfredo Mair    | Włochy            | 49,10    | 10.      | 49,57    | 11.      | 1:38,67 | +2,82  |
| 11.  | Georges Tresallet Ion Pervilhac | Francja           | 49,97    | 11.      | 49,29    | 9.       | 1:39,26 | +3,41  |
| 12.  | Horst Urban Roland Urban        | Czechy            | 50,46    | 12.      | 50,02    | 12.      | 1:40,48 | +4,63  |
| 13.  | Jan Hamřík František Halíř      | Czechy            | 51,85    | 14.      | 50,85    | 13.      | 1:42,70 | +6,85  |
| 14.  | Ivar Bjare Jan Nilsson          | Szwecja           | 51,04    | 13.      | 52,52    | 14.      | 1:43,56 | +7,71  |
| DNF  | Mike Hessel Jim Moriarty        | Stany Zjednoczone | DNF      | DNF      | DNF      | DNF      | DNF     | DNF    |